# 스타사노르
스타사노르(고대 그리스어: Στασάνωρ, 라틴어: Stasanor, 기원전 4세기경)는 키프로스 솔리 출신으로 알렉산드로스 3세 (대왕)의 괸리들 중 뛰어난 위치를 차지한 인물이다.

## 생애
스타사노르는 마케도니아인이 아닌 키프로스의 솔리 사람이다. 그의 이름이 최초로 언급된 것은 박트리아의 전투 사이이며, 그는 알렉산더에 두 마음을 품고 있다고 한 아레이오이(또는 아리아) 태수 아르사메스를 체포하기 위해, 파르티아 태수 프라타페르네스와 함께 그 땅에 파견되었다. 그리고 기원전 328년 가을에 프라타페르네스와 함께 그는 아르사메스와 과거 베소스에 의해 파르티아의 태수로 임명된 브라자네스 등 베소스 함께 알렉산더에 반란을 일으킨 자들을 연행하고 자리아스파에서 알렉산더와 합류했다. 그때 스타사노르는 아레이오이 태수가 된 것이며, 이어 아르사메스의 후임으로 드란기아나를 태수령으로 추가했다. 스타사노르는 프라타페르네스와 함께 인도에서 알렉산더의 귀환에 즈음하여 낙타 등의 짐승을 제공했고 카르마니아로 왕이 모였다. 그리고 알렉산더가 페르시스로 돌아가자 일을 위해 다시 영지로 돌아왔다.
기원전 323년 알렉산더의 사후에 개최된 바빌론 회의에서는 스타사노르는 드란기아나 태수 지위를 유지했다. 기원전 321년 트리파라디소스의 분할 협정에서 더 중요한 박트리아와 소그디아나의 태수로 임명되었다.
여기에서 그는 몇년 동안 침묵을 유지하고 있었지만, 그 무렵 에우메네스와 안티고노스의 항쟁에서 에우메네스에 가담한 것으로 추측된다. 기원전 316년에 안티고노스는 에우메네스를 제거할 수 있었지만, 스타사노르는 선정을 베풀어 주민들의 평판이 좋았기 때문에 그 힘은 무시할 수 없었다. 때문에 그에게는 태수령을 그대로 유지시켜주는 관용 조치를 취한다.
이후 스타사노르의 이름은 다시 역사에 나타나지 않지만, 유스티누스는 기원전 305년에 셀레우코스 1세가 박트리아를 침공했다고 기술하고 그 때, 스타사노르 또는 그의 후계자에 의한 저항이 있었을 것이라고 추측할 수 있다.

## 같이 보기
- 스타산드로스

## 참고자료
- 아리아노스, 《알렉산드로 원정기》